# عثمان خواجة
عثمان خواجة (مواليد 18 ديسمبر 1986) هو لاعب كريكت أسترالي باكستاني المولد، يمثل منتخب أستراليا دولياً.